# Hermann Campe
Hermann Campe (* 8. November 1910 in Köbbelitz; † 1952 vom Amtsgericht Oederan für tot erklärt) war ein deutscher SS-Obersturmführer und Schutzhaftlagerführer im KZ Bergen-Belsen und im KZ Sachsenhausen.

## Leben
Hermann Campe war Sohn eines Schuhmachers. Nach der Volksschule absolvierte er eine kaufmännische Ausbildung, auf die aber nicht die erwartete Festanstellung folgte, sondern nur einige kürzere Beschäftigungsverhältnisse, zwischen denen längere Phasen der Arbeitslosigkeit lagen. Im Jahre 1929 musste er sich wegen der ökonomischen Lage sogar zeitweilig als Hilfsarbeiter durchschlagen.
Zum 2. August 1932 trat er der SS bei (SS-Nummer 49.126). Im Februar 1933 fand er Arbeit in der Buchhaltung eines Industriebetriebs; wenige Monate später wechselte er zur Deutschen Reichspost, war nun also Angestellter einer staatlichen Behörde. Im Sommer 1934 meldete er sich freiwillig zum SS-Totenkopfverband „Sachsen“. Ab Dezember 1934 gehörte er der SS-Wachtruppe des KZ Sachsenburg an. Anschließend wurde er in den Kommandanturstab übernommen und in der Abteilung „Schutzhaftlager“ eingesetzt. Im August 1937 wurde er in das KZ Sachsenhausen versetzt. In Sachsenhausen war Campe zunächst als Blockführer in der Strafkompanie eingesetzt. 1939 wurde er zum Ersten Rapportführer befördert. Bereits an der wohl ersten größeren Mordaktion im KZ Sachsenhausen wirkte Campe mit, als die SS im November 1940 33 Widerstandskämpfer erschoss. Im Herbst 1941 war er an der Ermordung von sowjetischen Kriegsgefangenen beteiligt. Im selben Jahr wurde er Schutzhaftlagerführer. Seit 1942 war Campe zweiter Schutzhaftlagerführer im KZ Natzweiler. Ab April 1943 leitete er den Aufbau des KZ Bergen-Belsen und war dort seit März 1944 als Erster Schutzhaftlagerführer tätig. Zum 9. November 1943 erreichte er als SS-Obersturmführer seinen höchsten Rang in der SS. Anfang 1945 wurde Campe zur militärischen Ausbildung ins KZ Buchenwald versetzt. Bei der SS-Panzerdivision „Frundsberg“ verliert sich seine Spur. 
1952 erklärte das Amtsgericht Oederan ihn für tot. Am 2. Juli 1954 wurde er vom Militärgericht in Metz wegen Verbrechen im KZ Natzweiler in Abwesenheit zum Tode verurteilt.